# 东镇镇 (临城县)
东镇镇，是中华人民共和国河北省邢台市临城县下辖的一个乡镇级行政单位。

## 行政区划
东镇镇下辖以下地区：
东镇村、西镇东村、西镇西村、张家镇村、吕家镇村、古鲁营东村、古鲁营西村、东羊泉村、中羊泉东村、中羊泉西村、西羊泉村、上庄头村、后留村、前留村、北孟村、南孟村和西孟村。

## 交通
- 京广铁路：临城站